# Sarimukti (Karangnunggal)
Sarimukti is een bestuurslaag in het regentschap Tasikmalaya van de provincie West-Java, Indonesië. Sarimukti telt 5294 inwoners (volkstelling 2010).